# Anoplodactylus pseudotarsalis
Anoplodactylus pseudotarsalis is een zeespin uit de familie Phoxichilidiidae. De soort behoort tot het geslacht Anoplodactylus. Anoplodactylus pseudotarsalis werd in 1992 voor het eerst wetenschappelijk beschreven door Muller. 